# ムハッカク体

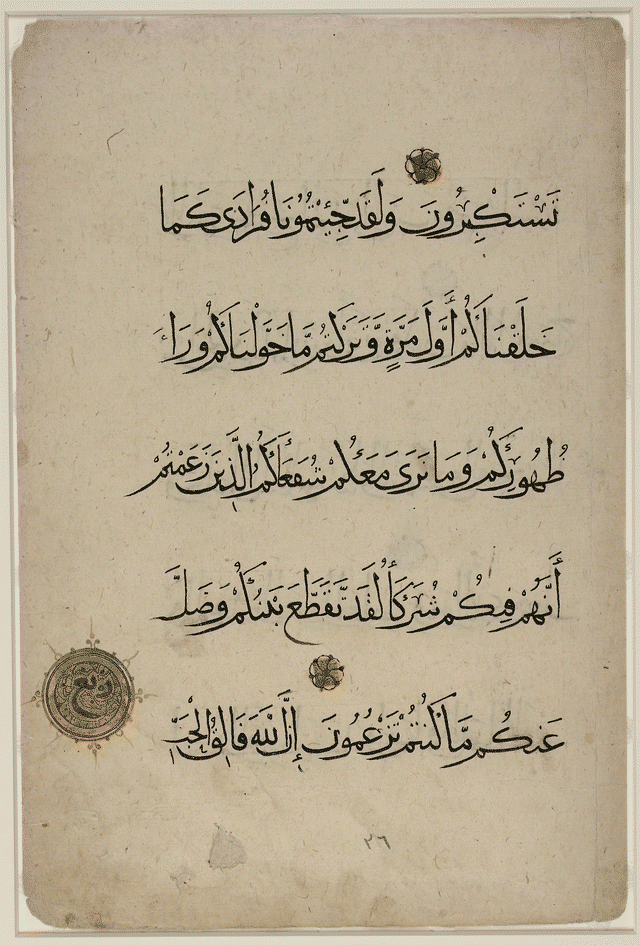
ムハッカク体で書かれたクルアーンの写本

ムハッカク体（ムハッカクたい、アラビア語: محقق, ラテン文字転写: muḥaqqaq）はアラビア語で文章を書く際に用いられる書体の一つであり、アラビア書道主要6書体のうちの1書体である。ムハッカク体は「マシャーヒフ」（単数形はムシャフ、例：クルアーンの転写物）を転写するために用いられることが多く、この書体は有数の美しい書体であると同時に、習得することが難しい書体の一つであると考えられている。
ムハッカクという語はアラビア語で「完成」もしくは「明快」を表す単語であり、元々はカリグラフィーのうち完成した箇所に対してならどこにでも「ムハッカク」と言っていた。「ムハッカク体で書く」を意味すると解せる使用例は、10世紀、イブン・ナディームの『目録の書』がはじめてである。この「ムハッカク」という述語は、アッバース朝のはじめごろから特定の書体を指して使われるようになったと考えられる。その後、ムハッカク体やその他の書体の発展に貢献したイブン・ムクラやイブン・バウワーブなどといった能書家が、イスラームの書法におけるムハッカク体の規則や規範を定めた。そして、ムハッカク体は、マムルーク朝の時代（1250年–1516/1517年）に最も盛んに使用された。しかしながら、オスマン朝の時代に入ってから次第にスルス体やナスフ体に取って代わられるようになり、18世紀以降には、ヒルイェという壁飾りのバスマラぐらいにしか用いられなくなった。

## 参考資料
- Nassar Mansour (author), Mark Allen (ed.): Sacred Script: Muhaqqaq in Islamic Calligraphy, I.B.Tauris & Co Ltd, New York 2011, ISBN 978-1-84885-439-0